# Edwin H. Wilson
Edwin Henry Wilson (23 de agosto de 1898-26 de marzo de 1993) fue un líder unitario y humanista estadounidense que ayudó a redactar el Manifiesto Humanista. 
Wilson nació el 23 de agosto de 1898 en Woodhaven, Nueva York. Se crio en Concord, Massachusetts y se graduó de la Escuela Teológica de Meadvilleen en 1926. En 1928 fue ordenado y se convirtió en ministro unitario en Dayton, Ohio. Una de las actividades durante su mandato de cuatro años en la Primera Iglesia Unitaria de Dayton fue publicar el boletín informativo nacional Unitario "Dawn". En su siguiente iglesia, la Tercera Iglesia Unitaria de Chicago, continuó publicando este boletín hasta 1941. Más tarde sirvió en iglesias en Schenectady, Nueva York; Yellow Springs, Ohio; Salt Lake City, Utah; y Cocoa Beach, Florida. Durante la década de 1980 regresó a Dayton para servir como ministro emérito de la Primera Iglesia Unitaria hasta 1988.
En 1930, Wilson era el redactor jefe de The New Humanist, que publicó el primer Manifiesto Humanista en 1933. En 1941, se convirtió en el primer editor de la revista Humanist y uno de los fundadores de la Asociación Humanista Estadounidense.
Wilson fue uno de los principales autores tanto del Manifiesto Humanista I de 1933  como del Manifiesto Humanista II de 1973. En 1952, participó en la fundación de la International Humanist and Ethical Union.
Fue nombrado Humanista del Año en 1979 por la Asociación Humanista Estadounidense.
Su libro, La Génesis del Manifiesto Humanista, fue publicado después de su muerte, editado por Teresa Maciocha.